# Jacques-Bernard Magner
Pour les articles homonymes, voir Magner.
Jacques-Bernard Magner, né le 1er juin 1952 à Riom (Puy-de-Dôme), est un homme politique français membre du Parti socialiste.

## Biographie
Professeur des écoles, il fait son entrée en politique en étant élu conseiller municipal de Clermont-Ferrand lors des élections municipales de 1983. Il en a été membre jusqu'en 2001.
Il a également été membre du Conseil régional d'Auvergne de 1989 à 2010 et en a été vice-président chargé de l'économie de 2004 à 2010. Il n'a pas participé aux élections régionales de 2010 pour cause d'inéligibilité.
Investi par les militants de la fédération socialiste du Puy-de-Dôme aux côtés de Michèle André et Alain Néri pour élections sénatoriales de 2011, il est élu sénateur du Puy-de-Dôme le 25 septembre 2011.
Il est nommé membre du Conseil supérieur des programmes le 10 octobre 2013.
Jacques-Bernard Magner soutient Vincent Peillon lors de la primaire citoyenne de 2017. Il est membre du comité politique de la campagne.
Jacques-Bernard Magner ne se représente pas aux élections sénatoriales de septembre 2023.

## Mandats
Sénateur
- Depuis le 1er octobre 2011 : Sénateur du Puy-de-Dôme

Maire
- 30 mars 2014 - 6 octobre 2017 : Maire de Charbonnières-les-Vieilles

Conseiller régional
- 15 mars 1998 - 28 mars 2004 : Conseiller régional d'Auvergne
- 28 mars 2004 - 21 mars 2010 : Conseiller régional d'Auvergne

Conseiller municipal
- 6 mars 1983 - 12 mars 1989 : conseiller municipal de Clermont-Ferrand
- 12 mars 1989 - 25 juin 1995 : conseiller municipal de Clermont-Ferrand
- 25 juin 1995 - 18 mars 2001 : conseiller municipal de Clermont-Ferrand